# Aled de Malmanche

a Compétitions nationales et continentales officielles uniquement.

b Matchs officiels uniquement.
Dernière mise à jour le 17 juin 2020.
Aled de Malmanche, né le 11 septembre 1984 à Palmerston North (Nouvelle-Zélande), est un joueur de rugby à XV qui joue pour les All Blacks depuis 2009. Il évolue au poste de talonneur ou de pilier (droit ou gauche), il mesure 1,85 m pour 113 kg.

## Carrière

### En province
- 2005-2011 : Waikato (NPC)  Nouvelle-Zélande

### En franchise
- 2007-2011 : Chiefs (Super 15)  Nouvelle-Zélande Avec les Chiefs, de Malmanche est finaliste du Super 14 de 2009.

### En club
- Depuis 2011 : Stade français (Top 14)  France

### En équipe nationale
- Il a débuté avec l'équipe des Māori de Nouvelle-Zélande de rugby à XV en 2007 et a disputé la Churchill Cup cette année-là.
- Il  dispute son premier test avec les All Blacks contre l'Italie le 29 juin 2009.

## Palmarès

### En province
- Vainqueur du National Provincial Championship en 2006 avec Waikato.

### En franchise
- Super 14 : Finaliste 2009

### En club
Top 14 : Vainqueur 2015

### En équipe nationale
(Au 08/10/11) 
- 5 sélections en équipe de Nouvelle-Zélande depuis 2009.
- 0 point.
- Sélections par année : 2 en 2009, 3 en 2010.